# Curtiss-Caproni
La Curtiss-Caproni Corporation fu un’azienda aeronautica statunitense costituita nel febbraio del 1929 dai costruttori aeronautici Curtiss Aeroplane and Motor Company e Aeroplani Caproni s.a.
Appartenente al conglomerato delle aziende controllate dalla Curtiss Aeroplane and Motor Company, fu costituita come corporation ed i suoi stabilimenti produttivi furono realizzati a Dundalk, nella contea di Baltimora.
Pochi mesi dopo la sua fondazione confluì nella nuova società Curtiss-Wright e cessò di esistere nel 1932.

## Storia
La prima esperienza della Caproni sul mercato dell'aviazione statunitense risale al 1917 quando la delegazione dell'United States Army Air Service, guidata da Raynal Bolling, aveva selezionato il bombardiere Ca.33 per la produzione su licenza. In quel caso le difficoltà di un rapido avvio della produzione, nonché la fine della prima guerra mondiale, vanificarono gli sforzi della rappresentanza dell'azienda italiana che, affidata a Ugo Veniero D'Annunzio, si era recata negli Stati Uniti.
All'inizio del 1929 Gianni Caproni scelse la via della collaborazione industriale con uno dei maggiori produttori statunitensi, la Curtiss Aeroplane and Motor Company, costituendo una corporation della quale la Aeroplani Caproni deteneva una parte consistente, seppur non di maggioranza, delle 400 000 azioni. Fonti dell'epoca indicano che entrambe le società fondatrici avevano nominato i propri vertici per guidare il nuovo soggetto economico: quale President della società fu nominato Frank Henry Russell (per anni vice presidente della Curtiss Aeroplane e Motor Company), mentre lo stesso Gianni Caproni ebbe la carica di Chairman of the Board.
Il capitale investito dalle due società nella nuova iniziativa non è indicato nelle fonti reperite, ma un dato significativo è costituito dal valore compreso tra i 12 e i 14 dollari che le azioni avevano raggiunto nel mese di aprile del 1929 alla borsa di New York (in un circuito secondario, over the counter).
La società neocostituita realizzò un impianto produttivo di 200 000 ft² (18 600 m²) sul sito del recente Baltimore Municipal Airport; tuttavia, poiché l'azienda non riuscì ad acquisire contratti di produzione prima che si verificassero gli effetti della Grande depressione, la struttura rimase inattiva fino a tutto il 1930. L'anno successivo la General Aviation acquisì l'impianto e vi trasferì le proprie attività, impiantandovi la catena di montaggio dell'O-27.
Nel 1932, senza aver mai prodotto un aeroplano, la Curtiss-Caproni fu posta definitivamente in liquidazione ed assorbita dalla controllante Curtiss-Wright.

### Annotazioni
1. ↑  La reale consistenza dei due ruoli non può essere percepita in assenza dello statuto societario che la fonte stessa non riporta.
2. ↑  Tale aeroporto è stato soppiantato nel secondo dopoguerra dall'Aeroporto Internazionale di Baltimora-Washington.

### Fonti
1. 1 2  U.S. Air Service, febbraio 1929, p. 76.
2. ↑  U.S. Air Service, agosto 1929, p. 64.
3. 1 2  Pattillo, 2001, p. 81.
4. ↑  Holley, 1995, p. 143.
5. ↑  U.S. Air Service, marzo 1929, p. 46.
6. ↑  U.S. Air Service, marzo 1929, p. 74.
7. ↑  U.S. Air Service, aprile 1929, p. 32.
8. 1 2  Breihan, 2009, p. 31.

### Pubblicazioni
- (EN) Curtiss Caproni Inc. formed by C. M. Keys, in U.S. Air Service, febbraio 1929,  p. 76.
- (EN) Frank H. Russell, in U.S. Air Service, marzo 1929,  p. 46.
- (EN) Curtiss-Caproni, in U.S. Air Service, marzo 1929,  p. 74.
- (EN) Issues traded in the Over-the-Counter Market in New York, in U.S. Air Service, aprile 1929,  p. 32.
- (EN) World's largest Airplane Consolidation, in U.S. Air Service, agosto 1929,  p. 64.